# Louis Comfort Tiffany
Louis Comfort Tiffany (18. února 1848 – 17. ledna 1933) byl americký umělec, designér a podnikatel, nejznámější jako tvůrce vitráží. Byl americkým umělcem nejvíce spojovaným se secesí a hnutím Aesthetic Movement a členem prestižního kolektivu designérů známých jako Associated Artists, mezi něž patřili také Lockwood de Forest, Candace Wheelerová a Samuel Colman. Tiffany navrhoval okna a lampy z vitráží, skleněné mozaiky, foukané sklo, keramiku, šperky, emaily a díla uměleckého kovářství. Byl prvním ředitelem designu v rodinné firmě Tiffany & Co., kterou založil jeho otec Charles Lewis Tiffany.

## Život

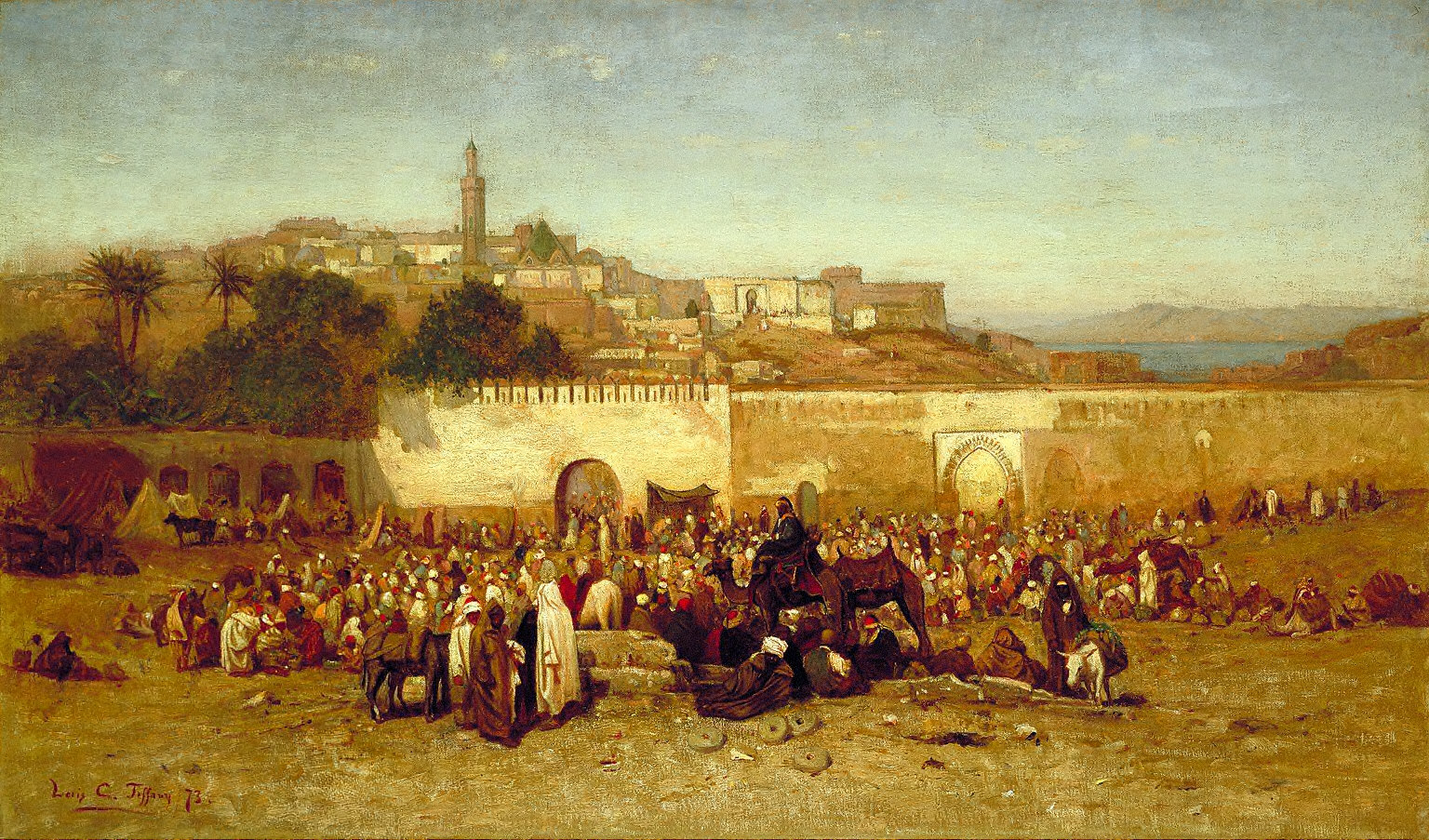
Tiffanyho obraz z roku 1873 Trh za hradbami marockého Tangeru

Louis Comfort Tiffany se narodil v New Yorku jako syn Charlese Lewise Tiffanyho, zakladatele firmy Tiffany, a Harriet Olivie Averyové Youngové. Navštěvoval vojenské školy Pennsylvania Military Academy ve West Chesteru a Eagleswood Military Academy v Perth Amboy. V oblasti umění začal malířstvím, studoval u George Innesse a u Samuela Colmana. V letech 1866–67 studoval také na Národní akademii designu v New Yorku a v letech 1868–69 u salonního malíře Leona-Adolpha-Augusta Bellyho. Bellyho krajinomalby měly na Tiffanyho velký vliv.
O sklářství se Tiffany začal zajímat kolem roku 1875 a pak až do roku 1878 pracoval v několika sklářských dílnách v Brooklynu. V roce 1879 se připojil k Candace Wheelerové, Samuelovi Colmanovi a Lockwoodovi de Forestovi a vytvořili firmu Louis Comfort Tiffany a Associated American Artists. Jejich podnikání však přežilo jen čtyři roky. Skupina tvořila návrhy tapet, nábytku a textilu. Později Tiffany otevřel vlastní sklárnu v Coroně ve státě New York, odhodlaný vyrábět designové zboží, které zlepší kvalitu tehdejšího uměleckého skla. Rozkvět tohoto podnikání umožnilo jeho vedení a talent spolu s penězi a kontakty jeho otce.

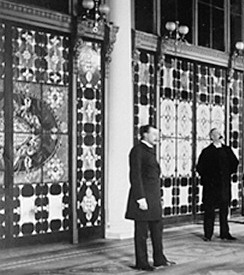
Vstupní hala Bílého domu v roce 1882 s nově instalovanými vitrážemi od Tiffanyho

V roce 1881 provedl Tiffany návrh interiéru domu Marka Twaina v Hartfordu ve státě Connecticut, který zde zůstal dodnes, ale nejvýznamnější dílo nové firmy přišlo v roce 1882, kdy se prezident Chester Alan Arthur odmítl nastěhovat do Bílého domu, dokud neprojde rekonstrukcí. Najal Tiffanyho, který se tehdy již začal prosazovat v jedné newyorské společnosti pro interiérový design, aby předělal sály úřadu, které Arthurovi připadaly příliš všední. Tiffany pracoval na Východním sále, Modrém sále, Červeném sále, Státní jídelně a ve vstupní hale. Opravoval, znovu maloval dekorativní vzory, instaloval nově navržené římsy, měnil tapety a samozřejmě přidával své vitráže k svítidlům a otvorům plynového osvětlení a ve vstupní hale instaloval opalizující vitrážovou stěnu sahající od podlahy ke stropu. Ta i další viktoriánské doplňky byly odstraněny při Rooseveltových rekonstrukcích z roku 1902, které obnovily interiéry Bílého domu v takzvaném federálním stylu ladícím s architekturou budovy.
Touha soustředit se na sklářské umění vedla v roce 1885 k rozpadu firmy a Tiffany se ve stejném roce rozhodl založit vlastní sklářskou firmu. První společnost Tiffany Glass Company byla založena 1. prosince 1885 a v roce 1902 se přejmenovala na Tiffany Studios.
Na začátku své kariéry používal Tiffany lahve, protože obsahovaly minerální nečistoty, které kvalitnějšímu sklu chyběly. Když nebyl schopen přesvědčit skláře, aby nečistoty ve skle ponechali, začal si vyrábět vlastní sklo. Používal opalizující sklo různých barev a struktur, aby vytvořil jedinečný styl vitráží. Získal patent Stanforda Braye na techniku „měděné fólie“, při níž se každý kousek broušeného skla olemuje měděnou fólií, a pak se tyto částí pájí dohromady. To umožnilo vyrábět vitráže a stínítka lamp s dříve neznámou úrovní detailu, jakou dosavadní technika vitráží neumožňovala.
Tiffanyho vitráže byly zčásti motivovány ideály hnutí uměleckých řemesel a jeho vůdce Williama Morrise v Anglii. Hlavními konkurenty společnosti Tiffany v tomto novém americkém stylu barevného skla byli umělci a skláři Oliver Kimberly a Frank Duffner, zakladatelé společností Duffner and Kimberly Company, a John La Farge. Koncem 70. let 19. století se Tiffany, Duffner a Kimberly spolu s La Fargem učili řemeslu ve stejných sklářských dílnách v Brooklynu.
V roce 1889 na pařížské světové výstavě byl Tiffany údajně „ohromen“ sklářským dílem Émila Gallého, francouzského secesního umělce. Setkal se tam také s Alfonsem Muchou.
V roce 1893 postavil Tiffany novou továrnu nazvanou Stourbridge Glass Company, později Tiffany Glass Furnaces, která se nacházela v Corona v Queensu v New Yorku, a najala Angličana Arthura J. Nashe, aby ji vedl. V roce 1893 jeho společnost také zavedla pojem Favrile, tehdy pro výrobky z foukaného skla z jeho nové sklárny. Některé rané příklady jeho lamp byly vystaveny na světové výstavě v roce 1893 v Chicagu. Na světové výstavě v Paříži roku 1900 získal zlatou medaili za vitráže Čtvero ročních období (The Four Seasons).

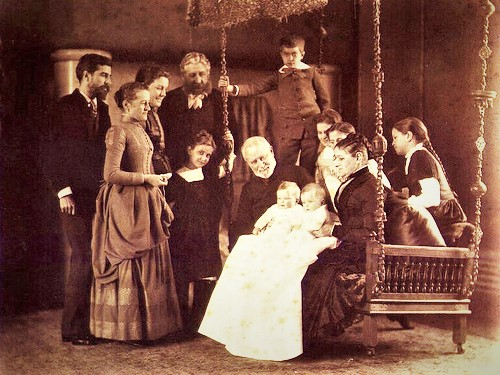
Louis Comfort Tiffany (zcela vlevo) se svými rodiči (sedícími), držícími Tiffanyho dvojčata Louise a Julii

13. listopadu 1894 Tiffany registroval ochrannou známku Favrile (ze starého francouzského slova pro ruční výrobek). Později toto slovo používal pro veškeré své sklo, smalt a keramiku. První komerčně vyráběné lampy Tiffany se datují kolem roku 1895. Velká část produkce jeho společnosti spočívala ve výrobě vitrážových oken a lamp Tiffany, ale firma navrhla kompletní řadu dekorací interiérů. Na svém vrcholu zaměstnávala jeho továrna více než 300 řemeslníků. Výzkum vedený Martinem Eidelbergem naznačuje, že tým talentovaných svobodných návrhářek – někdy označovaných jako „Tiffany Girls“ – vedený Clarou Driscollovou hrál velkou roli při navrhování mnoha květinových vzorů na slavné Tiffanyho lampy i dalších výrobků.
Interiéry Tiffany také hodně využívaly mozaiky. Dílnu výroby mozaik, do značné míry obsazenou ženami, vedl až do roku 1898 švýcarský sochař a designér Jacob Adolphus Holzer.
V roce 1902 se Tiffany stal prvním designovým ředitelem společnosti Tiffany & Co., klenotnické společnosti založené jeho otcem.
V roce 1911 byla instalována obrovská vitrážová stěna vyrobená pro Palác umění v Mexico City, často považovaná za mistrovské dílo.
Louis Tiffany se oženil s Mary Woodbridge Goddardovou (asi 1850-1884). Svatba byla 15. května 1872 v Norwichi. Měli čtyři děti, jimiž byli
- Mary Woodbridgeová Tiffanyová (1873–1963), která se provdala za Grahama Luska;[14]
- Charles Louis Tiffany I (1874–1874);
- Charles Louis Tiffany II (1878–1947), který se oženil s Katrinou Brandesovou Elyovou;
- Hilda Goddardová Tiffanyová (1879–1908).

Po smrti své první manželky si Tiffany 9. listopadu 1886 vzal Louisu Wakemanovou Knoxovou (1851–1904). Měli také čtyři děti:
- Louise Comfortová Tiffanyová (1887–1974), která se provdala za Rodmana Drakea DeKaye Gildera;
- Julia DeForestová Tiffanyová (1887–1973), která se provdala za Gurdona S. Parkera a poté za Francise Minota Welda;
- Annie Olivia Tiffanyová (1888–1892);
- Dorothy Trimbleová Tiffanyová (1891–1979), která se jako Dorothy Burlinghamová později stala významnou psychoanalytičkou a celoživotní přítelkyní a partnerkou Anny Freudové.

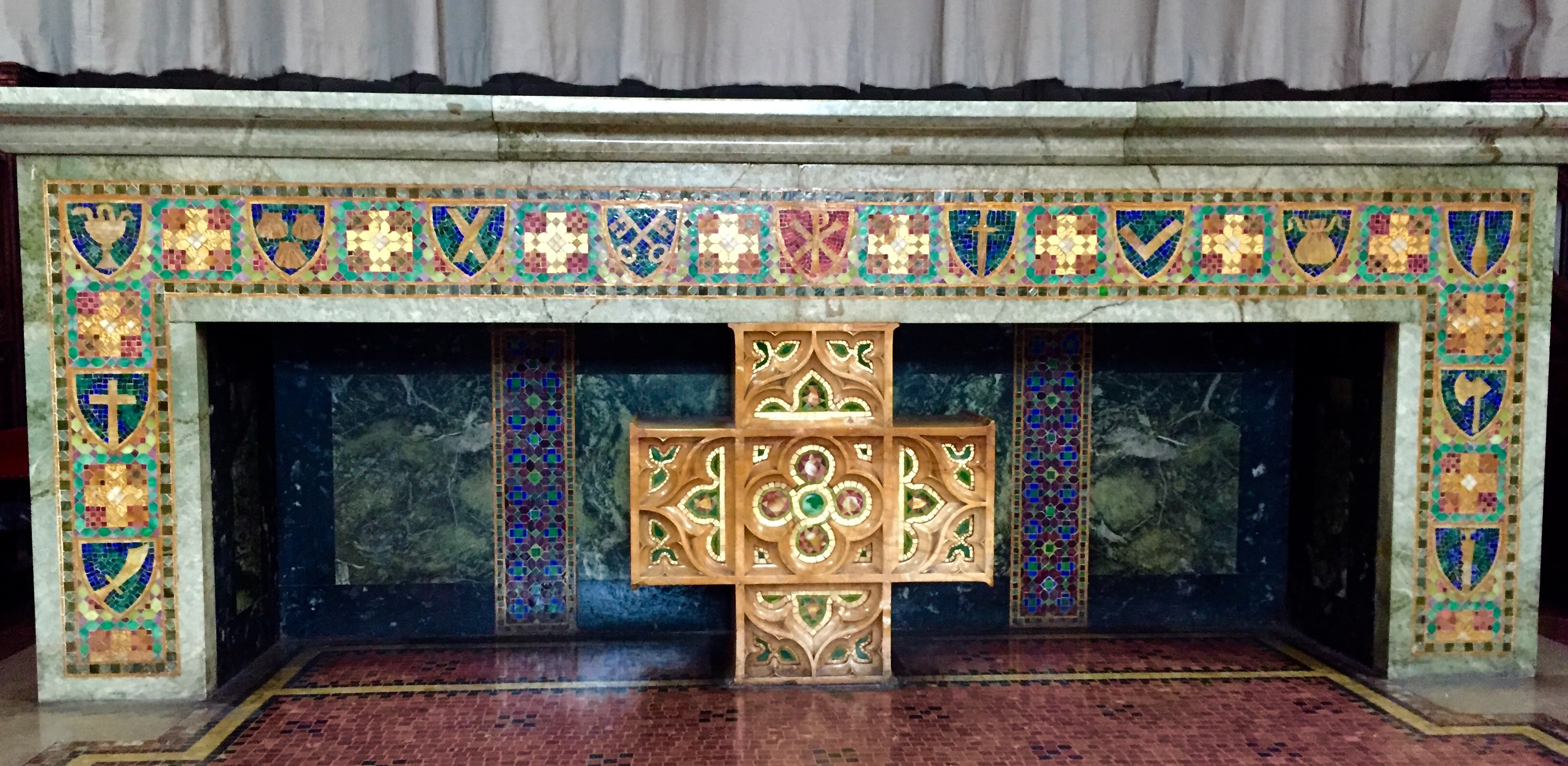
Oltář navržený Louisem Tiffanym, Fourth Universalist Society in the City of New York

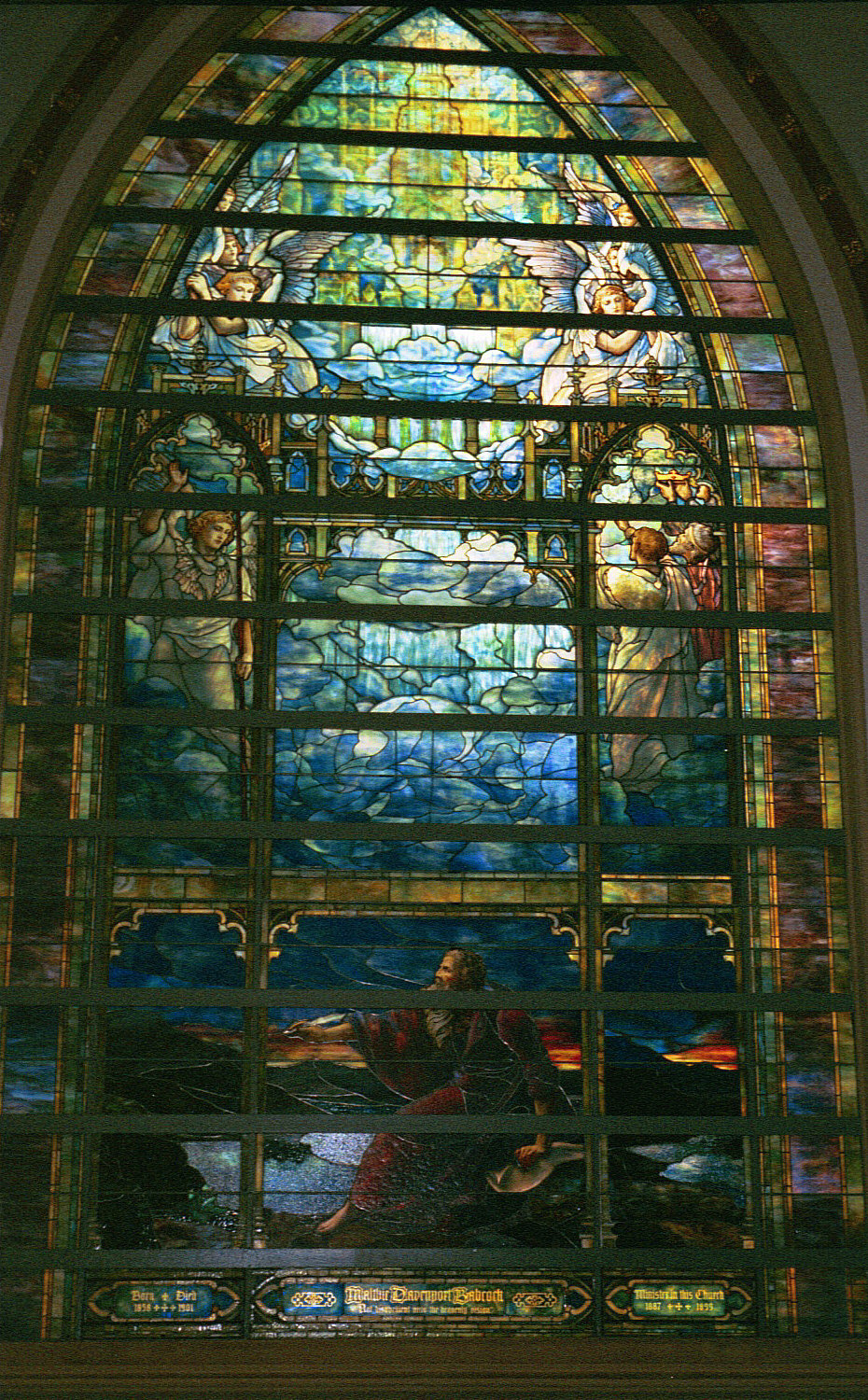
Svaté město (1905) - vidění sv. Jana na ostrově Patmos, jedno z jedenácti Tiffanyho oken v presbyteriánském kostele Brown Memorial v Baltimoru. Má 58 panelů a je považováno za jedno z největších oken firmy Tiffany Studios

Tiffany zemřel 17. ledna 1933 a je pohřben na hřbitově Green-Wood Cemetery v Brooklynu.

## Dílo
Muzeum amerického umění Charlese Hosmera Morseho ve Winter Parku na Floridě má nejúplnější sbírku děl Louise Comforta Tiffany. Jsou zde šperky, keramika, obrazy, umělecké sklo, olovnaté sklo, lampy a Tiffanyho kaple. navržená pro Světovou výstavu 1893 v Chicagu.
Haworthova galerie umění v Accringtonu v Anglii má sbírku více než 140 Tiffanyho prací. Sbírka se prohlašuje za největší sbírku Tiffanyho skla ve veřejném vlastnictví mimo USA a obsahuje skvělý příklad vázy Aquamarine a známé mozaiky Sulfur Crested Cockatoos mosaic.

## Galerie

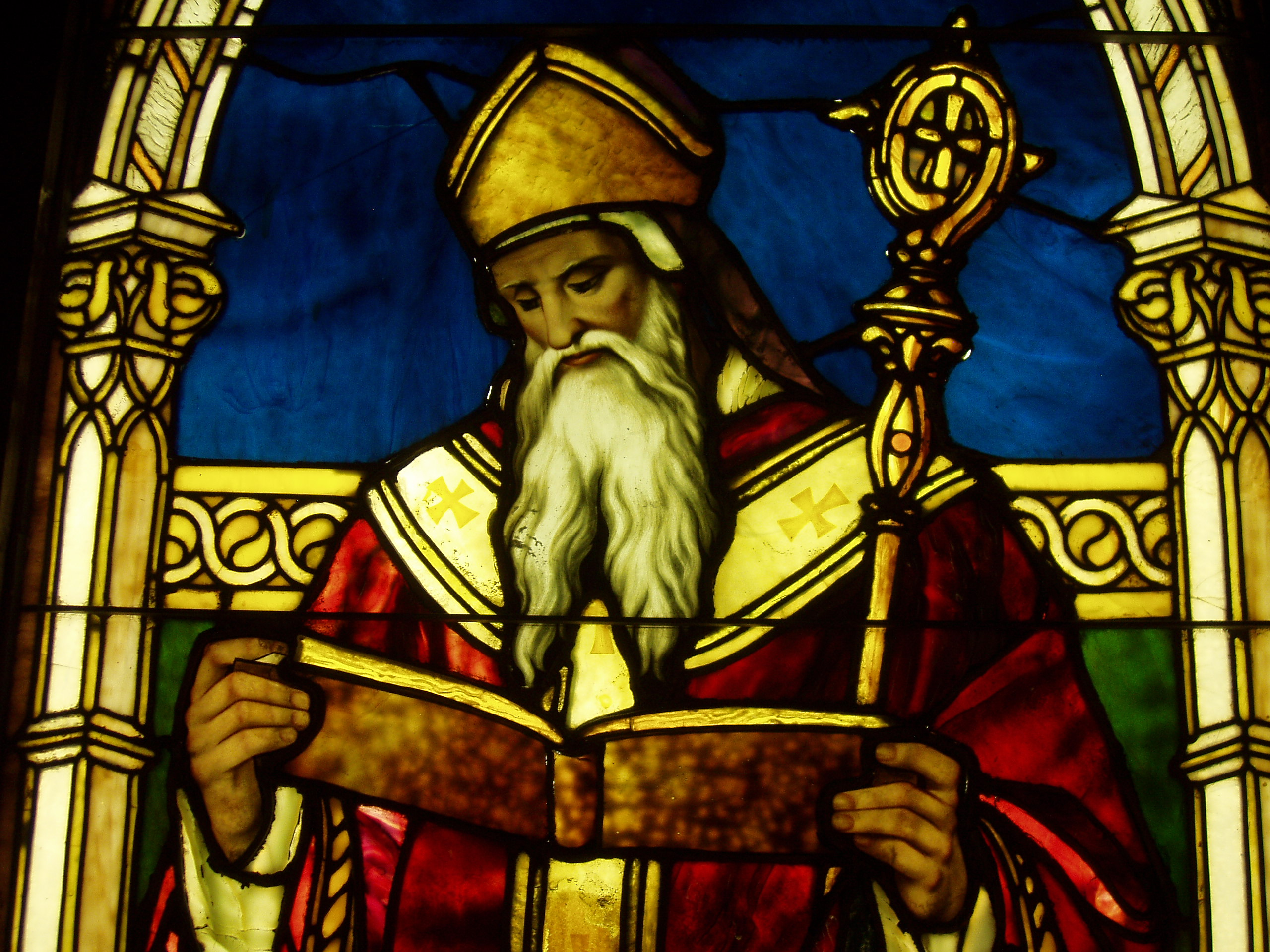
Okno svatého Augustina, Lightner Museum, St. Augustine, Florida .
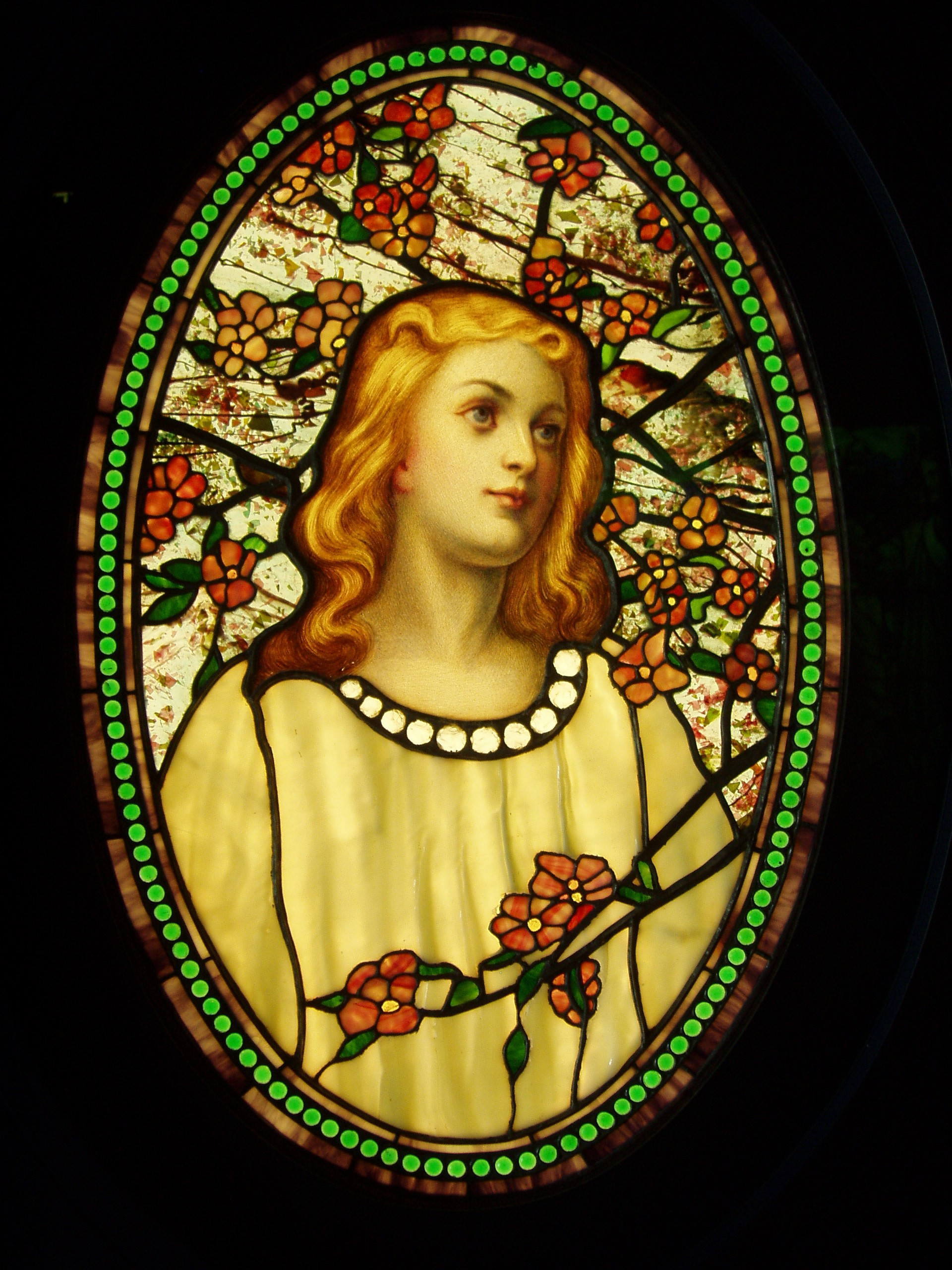
Dívka s třešňovými květy (asi 1890)
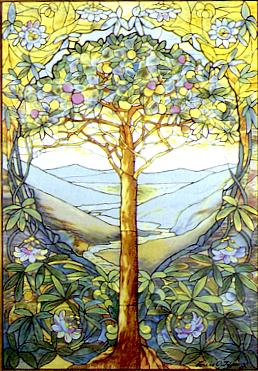
Strom života, vitráž
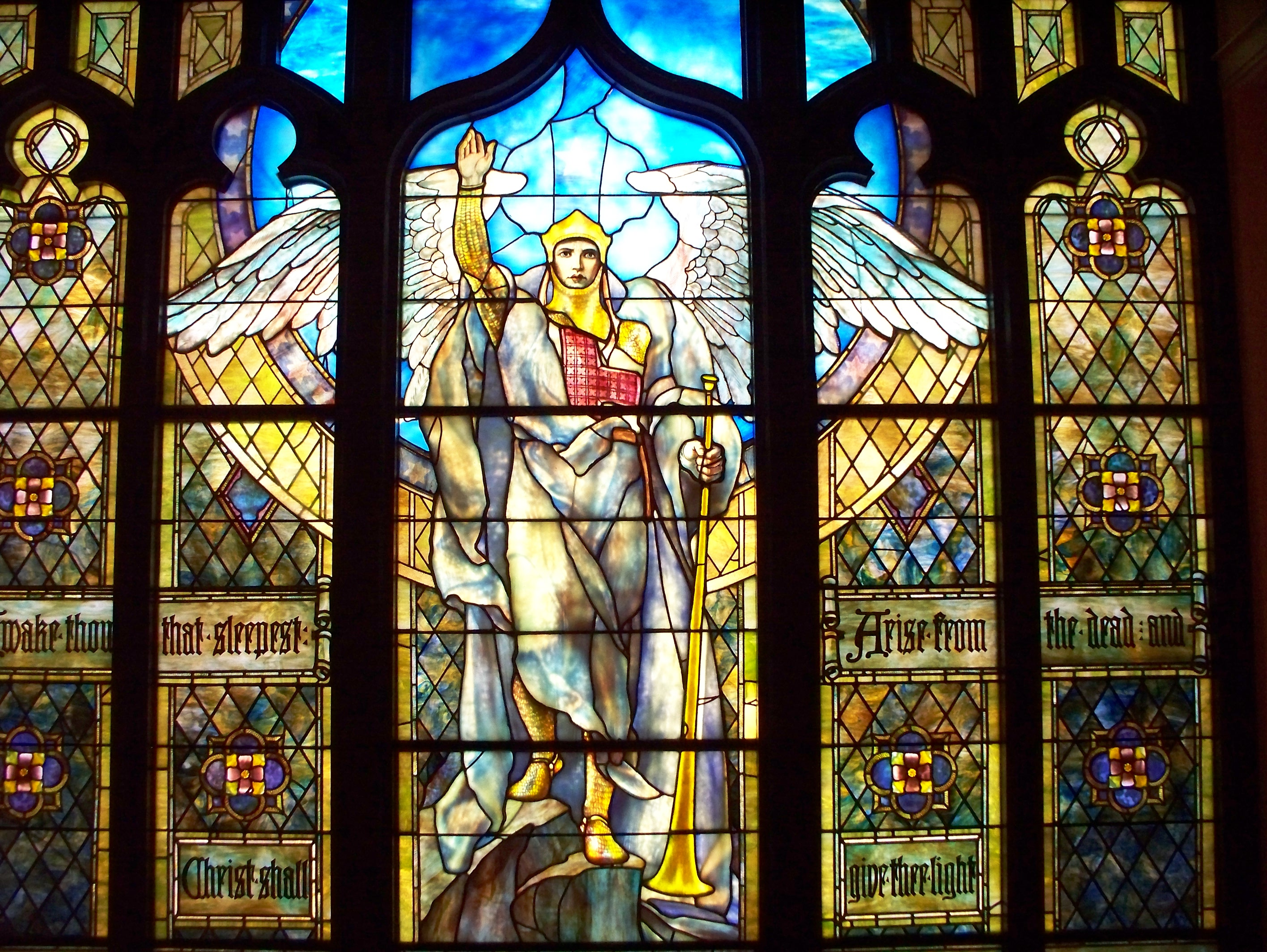
Anděl vzkříšení (1904), v Indianapolis Museum of Art
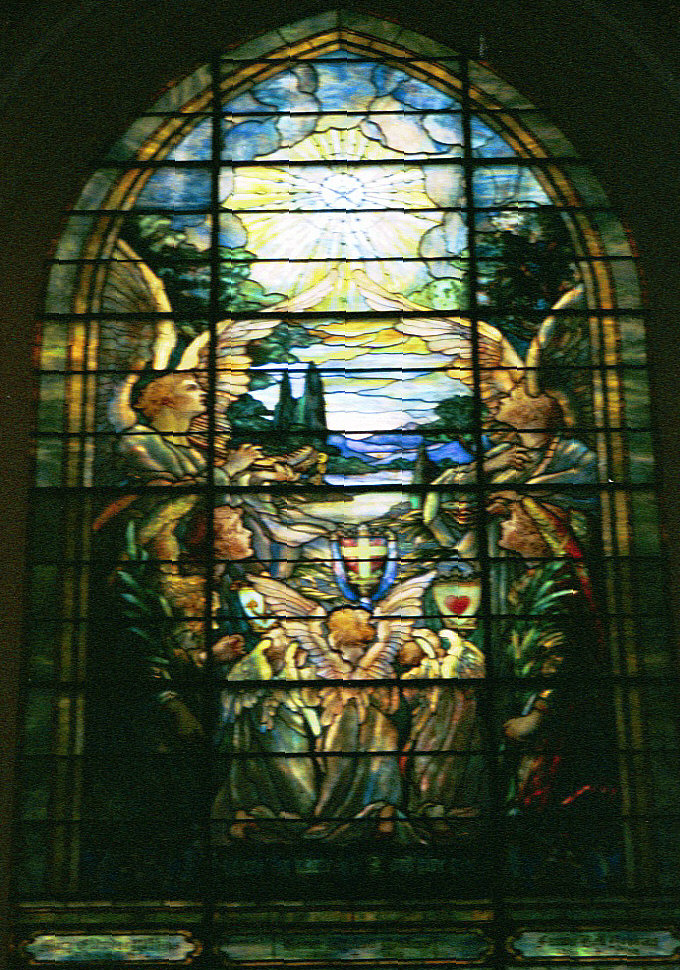
Nové stvoření, Brown Memorial Presbyterian Church, Baltimore
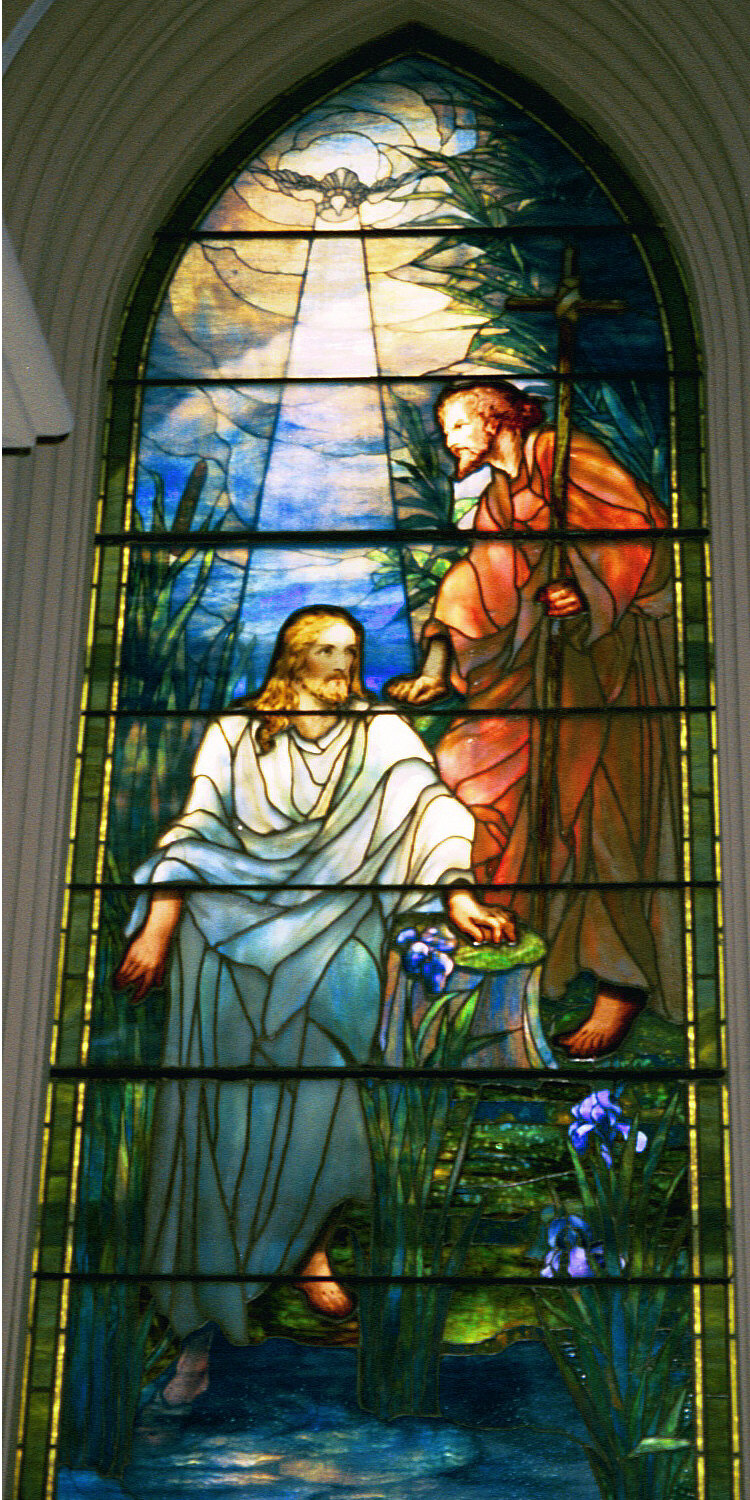
Křest Kristův, u Brownova památníku
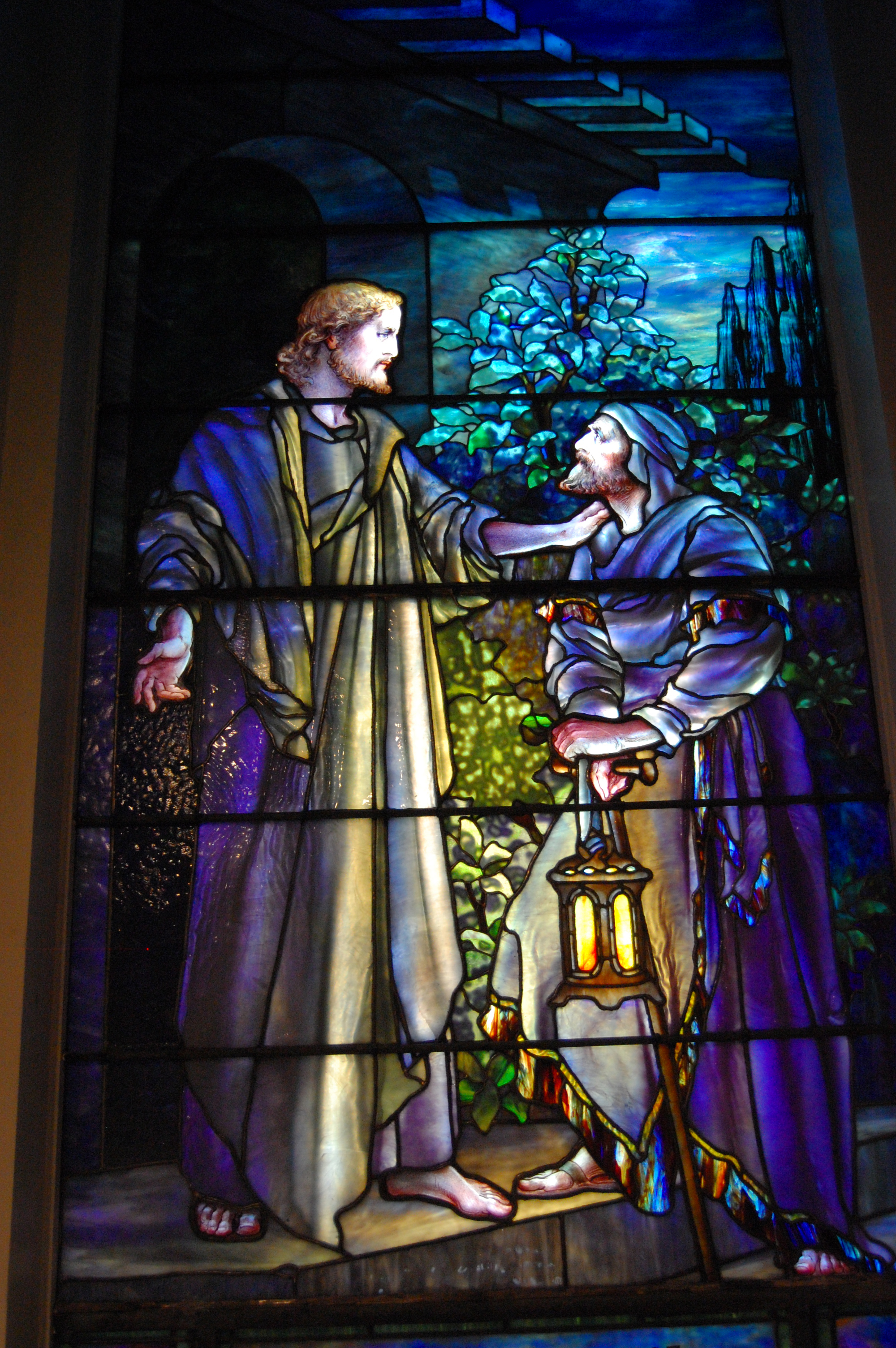
Nikodém k němu přišel v noci, První presbyteriánský kostel, Lockport, NY
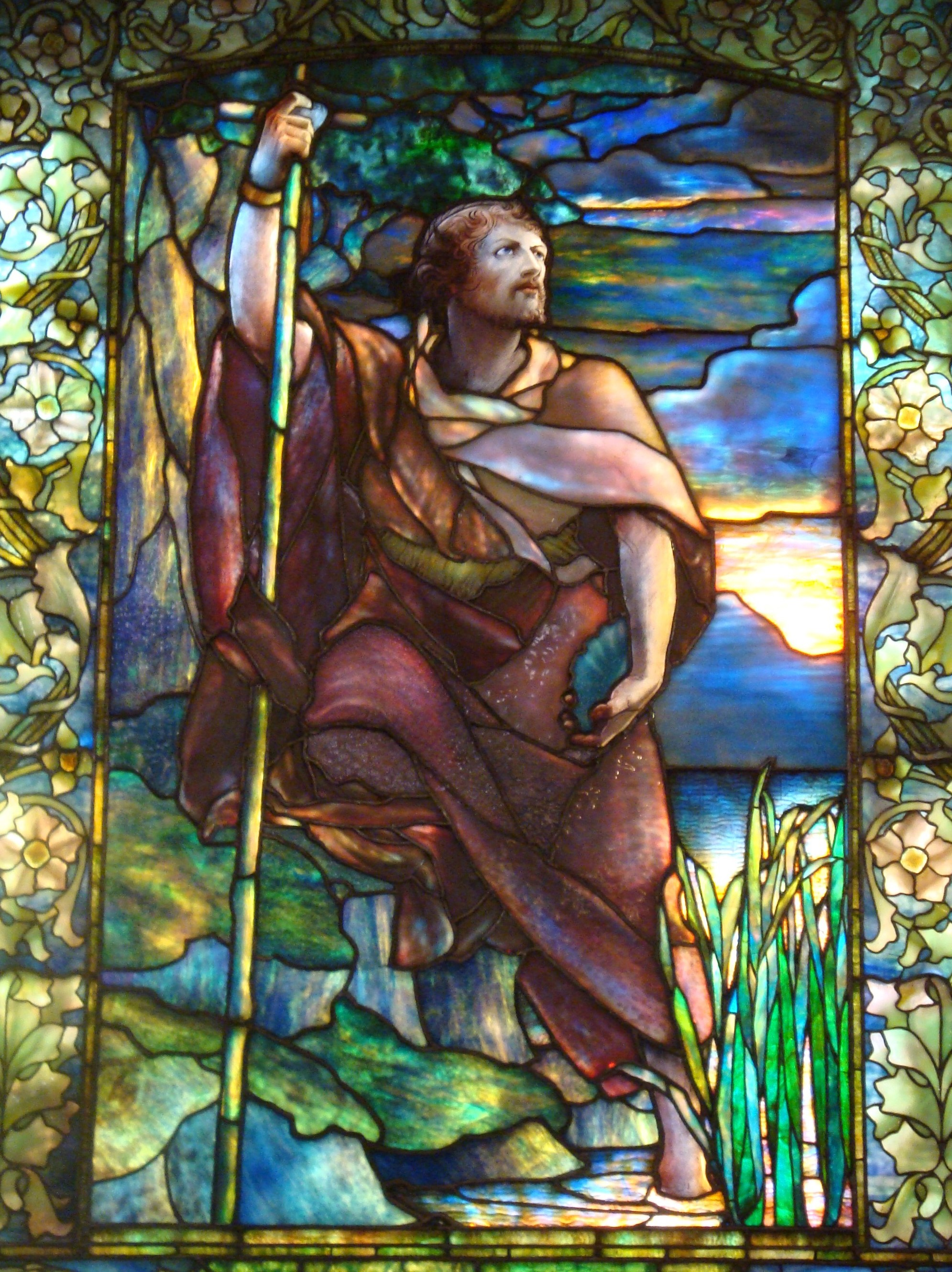
Jan Křtitel, Arlington Street Church, Boston
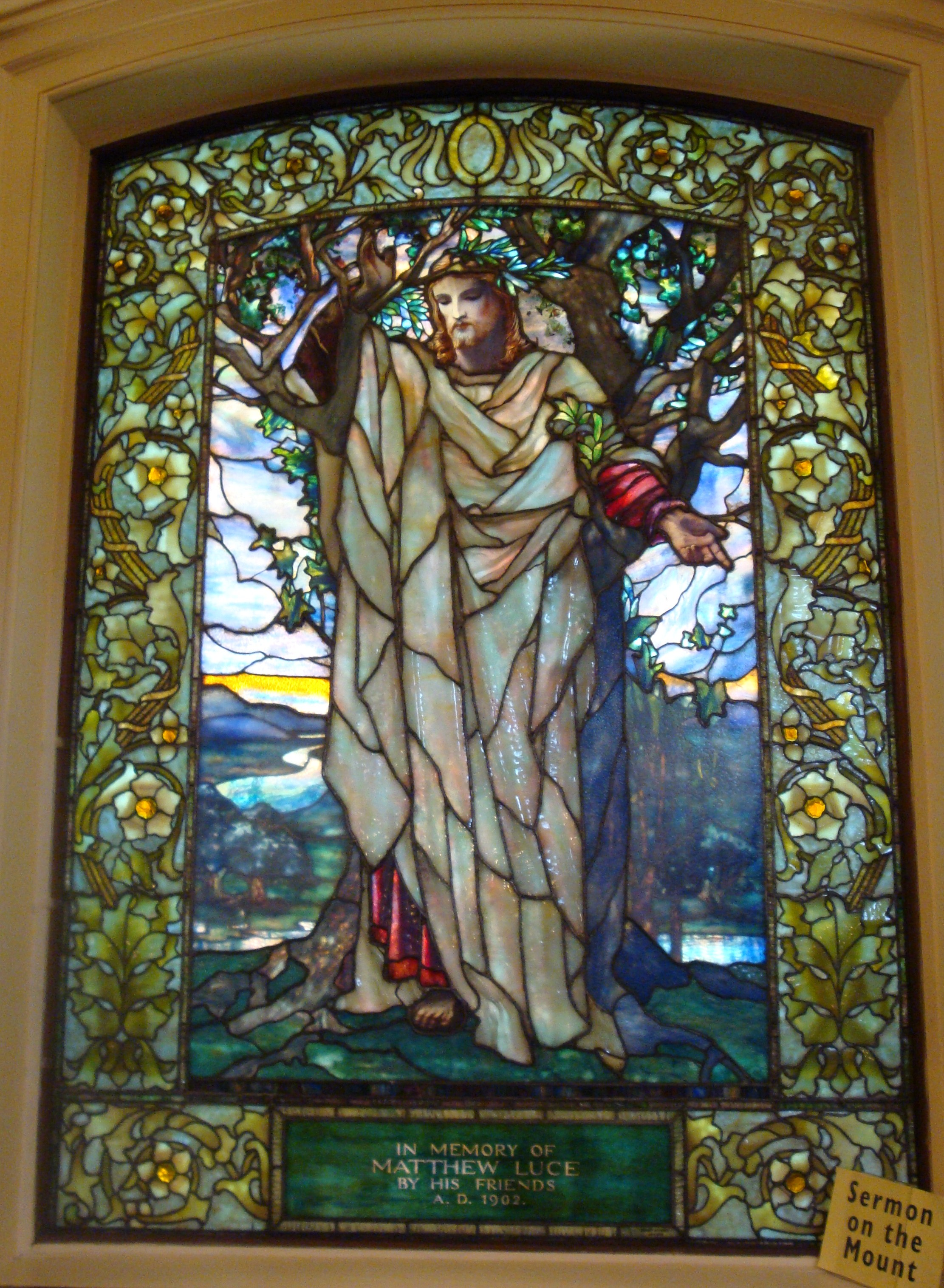
Kázání na hoře, Arlington Street Church, Boston
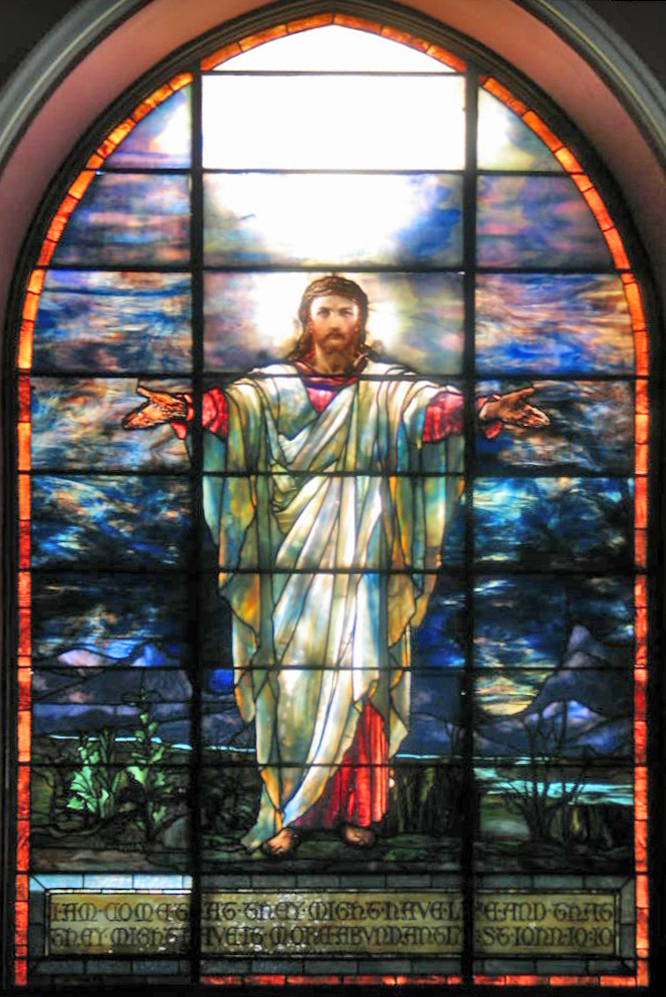
Kristus Utěšitel, Pullman Memorial Universalist Church, Albion, NY
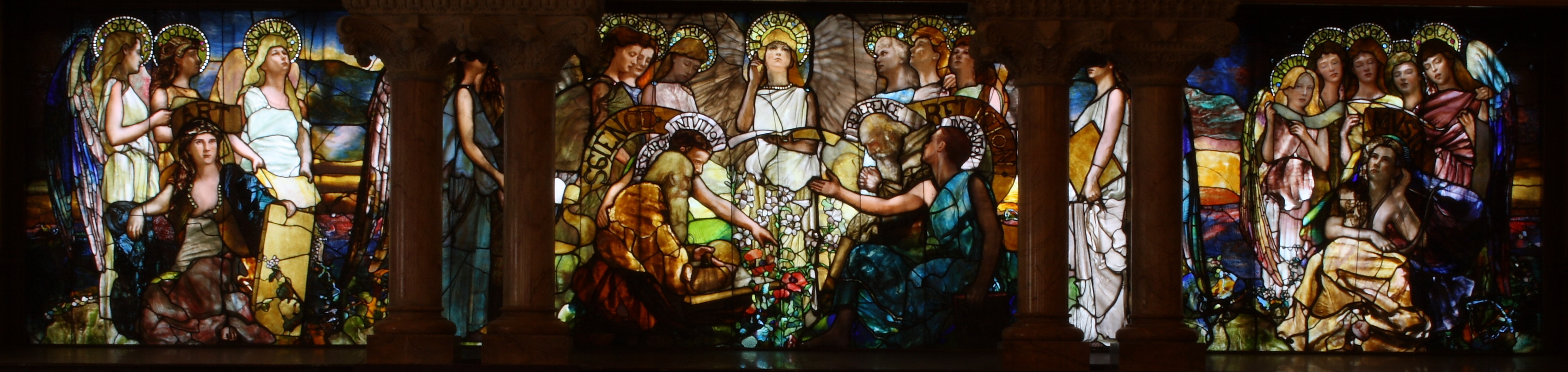
Vzdělání, Chittenden Memorial Window, Yale University
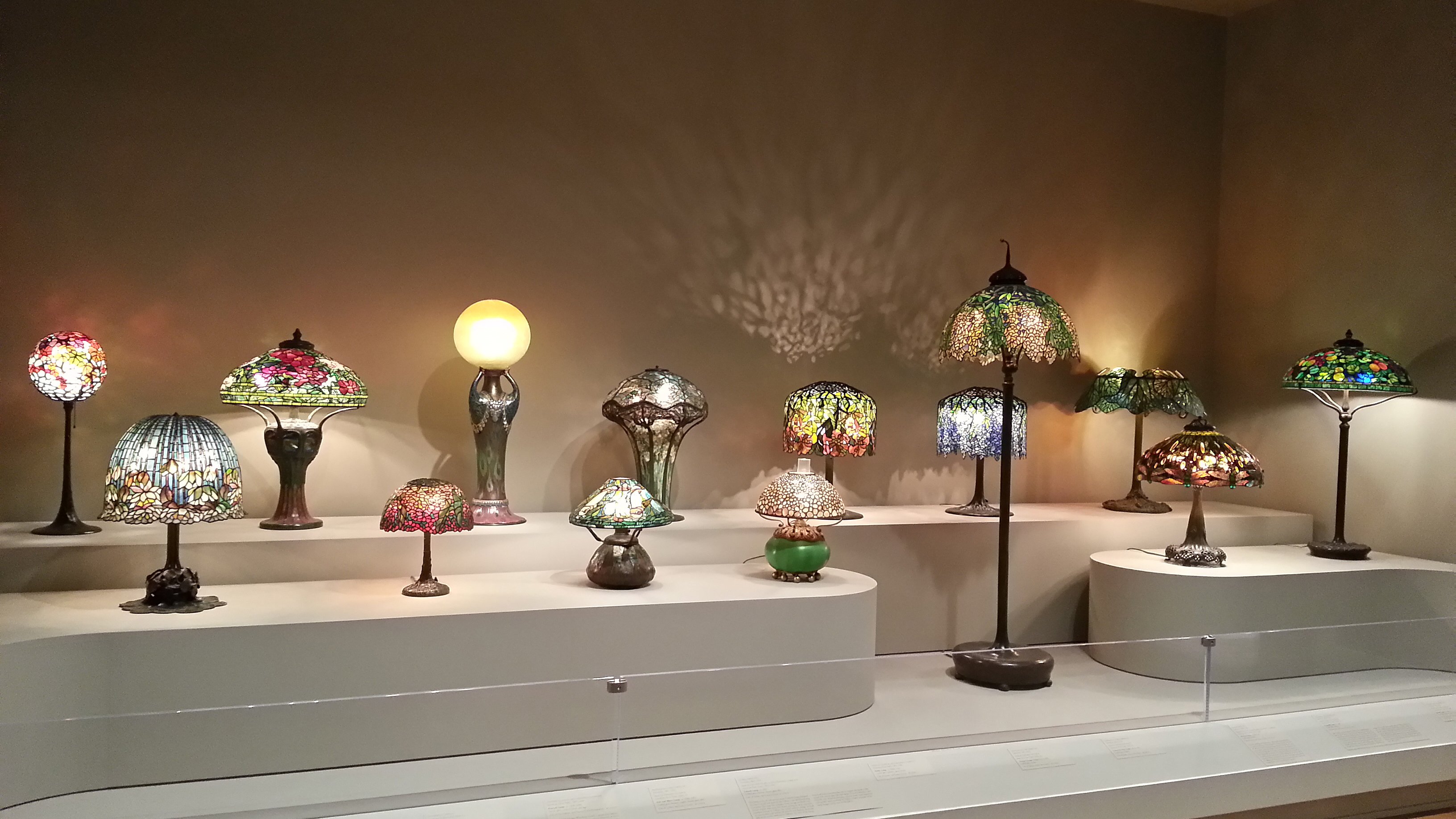
Sbírka lamp. Virginia Museum of Fine Arts
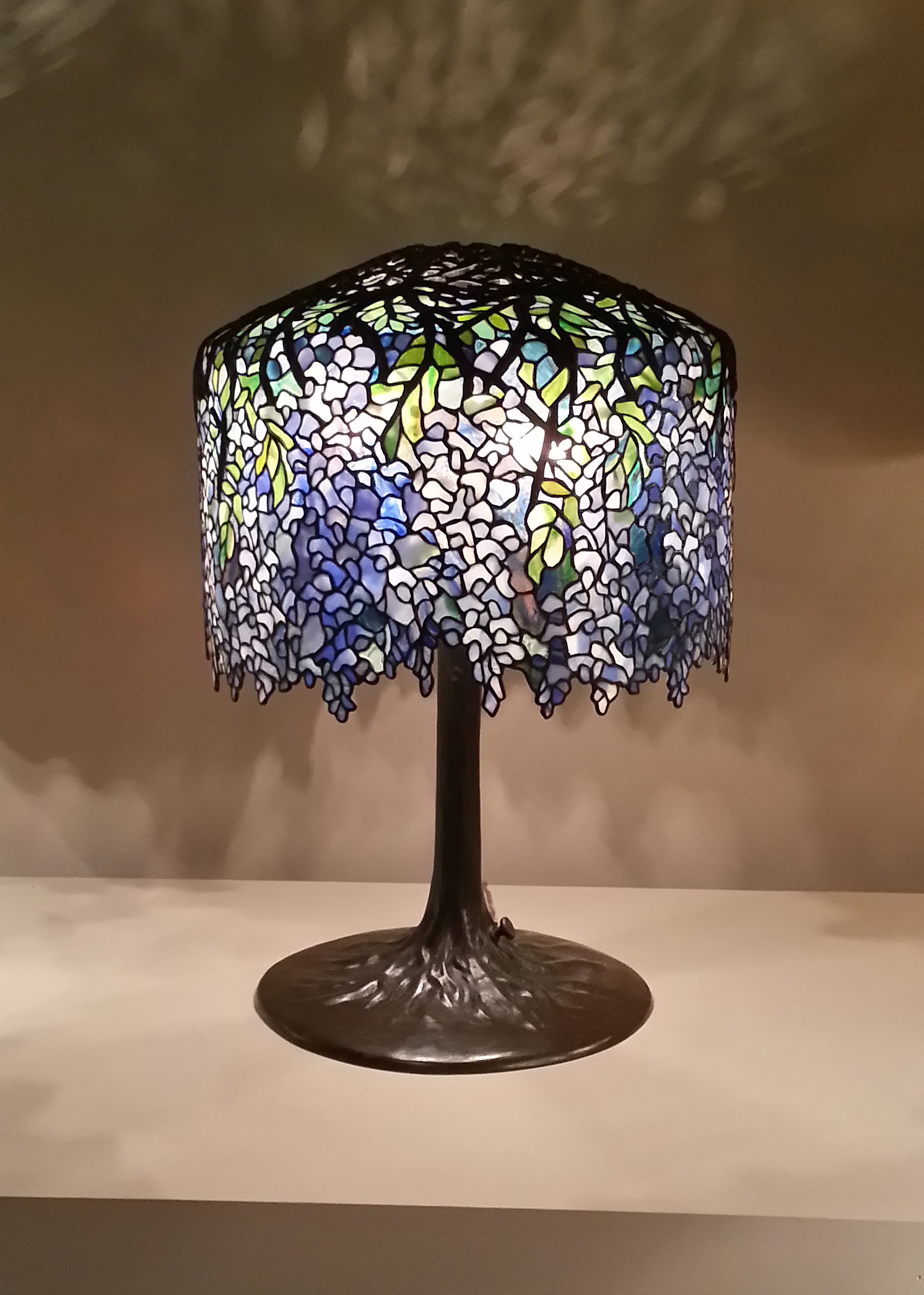
Stolní lampa Wisteria